# Grammàtids
Els grammàtids (Grammatidae) són una família de peixos marins inclosa en l'ordre Perciformes. Totes les espècies d'aquesta família són peixos petits (de menys de 10 cm) que viuen a la costa occidental de l'oceà Atlàntic.

## Gèneres i espècies
Existeixen dotze espècies agrupades en dos gèneres: 
- Genus Gramma
  - Brazilian basslet, Gramma brasiliensis Sazima, Gasparini & Moura, 1998
  - Gramma dejongi Victor & Randall, 2010
  - Gramma linki Starck & Colin, 1978
  - Gramma loreto Poey, 1868
  - Gramma melacara Böhlke & Randall, 1963
- Gènere Lipogramma
  - Lipogramma anabantoides Böhlke, 1960
  - Lipogramma evides Robins & Colin, 1979
  - Lipogramma flavescens Gilmore & Jones, 1988
  - Lipogramma klayi Randall, 1963
  - Lipogramma regium Robins & Colin, 1979
  - Lipogramma robinsi Gilmore, 1997
  - Lipogramma roseum Gilbert, 1979
  - Lipogramma trilineatum Randall, 1963